# J.E. Wunderlich
Jacob Emilius Wunderlich (1809 – 1892) var en dansk/norsk dekorationsmaler og fotograf.

## Biografi
Han blev født i Danmark og blev udlært dekorationsmaler. Senere kom han til Norge, hvor han blev beskæftiget med at dekorere Kongeslottet. 15. juli 1842 fuldførte han dekorationen af Riddersalen.
Han begyndte allerede i 1850'erne som daguerreotypist og havde atelier i Østergade 26 (i haven, dengang nr. 67) ca. 1855-62 og 1866-68. Fra 1862 til 1863 havde han adresse på Østergade 10.